# Bni Frassen
Bni Frassen  (in arabo بني فراسن‎?) è un centro abitato e comune rurale del Marocco situato nella provincia di Taza, regione di Fès-Meknès. Conta una popolazione di 23 429 abitanti (censimento 2014).

## Geografia fisica

### Territorio
È caratterizzato da una natura montuosa intervallata da alcuni altipiani, colline e depressioni.

### Clima
Il clima è continentale con temperature che oscillano tra i 15 °C e i 35 °C durante l'anno.